# Elezioni parlamentari in Norvegia del 1969
Le elezioni parlamentari in Norvegia del 1969 si tennero il 7-8 settembre per il rinnovo dello Storting.

## Risultati
| Liste                                                       | Voti      | %     | Seggi |
| ----------------------------------------------------------- | --------- | ----- | ----- |
| Partito Laburista Norvegese                                 | 1 004 348 | 46,53 | 74    |
| Høyre                                                       | 406 209   | 18,82 | 28    |
| Venstre                                                     | 202 553   | 9,38  | 13    |
| Partito di Centro                                           | 194 128   | 8,99  | 17    |
| Partito Popolare Cristiano                                  | 169 303   | 7,84  | 12    |
| Partito Popolare Socialista                                 | 73 284    | 3,39  | –     |
| Partito di Centro - Partito Popolare Cristiano              | 60 487    | 2,80  | 4     |
| Høyre - Partito Popolare Cristiano                          | 22 586    | 1,05  | 2     |
| Partito Comunista di Norvegia                               | 21 517    | 1,00  | –     |
| Partito Popolare Socialista - Partito Comunista di Norvegia | 3 203     | 0,15  | –     |
| Partito Democratico di Norvegia                             | 561       | 0,03  | –     |
| Lista del Popolo Sami                                       | 527       | 0,02  | –     |
| Altri                                                       | 6         | 0,00  | –     |
| Totale                                                      | 2 158 712 | 100   | 150   |

Ripartizione dei seggi delle liste comuni:
- Partito di Centro (3) - Partito Popolare Cristiano (1);
- Høyre (1) - Partito Popolare Cristiano (1).

Seggi complessivi: Høyre: 29 - Partito di Centro: 20 - Partito Popolare Cristiano: 14.